# Primeira Liga de 1937–38
A Primeira Liga de 1937–38 foi a 4ª edição da liga de futebol de maior escalão de Portugal. Realizou-se entre 16 de janeiro e 8 de maio de 1938.
O Benfica, foi o campeão,  tornando-se no primeiro clube a conquistar o tricampeonato.
Benfica e Porto terminaram a liga empatados com 23 pontos, no entanto o Benfica venceu devido ao desempate no confronto direto: vitória por 3-1 em casa, nas Amoreiras e empate 2-2 fora, no Estádio do Lima.

## Formato
Esta edição da Primeira Liga foi disputada num sistema de todos contra todos a duas voltas, participando nela 8 equipas.
Qualificaram-se para esta edição os melhores classificados dos 4 Campeonatos Regionais mais competitivos: 4 equipas da AF Lisboa, 2 da AF Porto, 1 da AF Coimbra e 1 da AF Setúbal. A edição seguinte da competição seguiu o mesmo método para a qualificação, não havendo por isso despromoções.
Os jogos foram disputados apenas na segunda metade da época, após os Campeonatos Regionais terminarem.

## Participantes

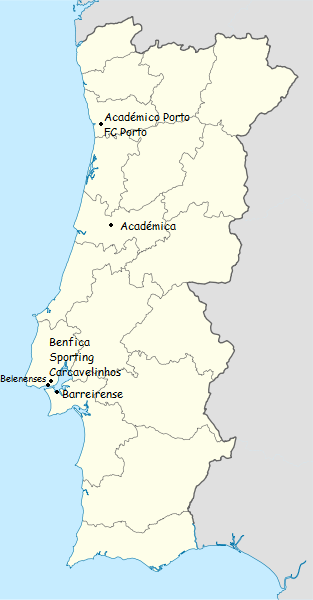
Os 8 clubes participantes

| Equipa               | Cidade   | Associação | 36/37 | Prtc |
| -------------------- | -------- | ---------- | ----- | ---- |
| Académica de Coimbra | Coimbra  | AF Coimbra | 5º    | 4    |
| Académico do Porto   | Porto    | AF Porto   | —     | 2    |
| Barreirense          | Barreiro | AF Setúbal | —     | 1    |
| Belenenses           | Lisboa   | AF Lisboa  | 2º    | 4    |
| Benfica              | Lisboa   | AF Lisboa  | 1º    | 4    |
| Carcavelinhos        | Lisboa   | AF Lisboa  | 6º    | 3    |
| Porto                | Porto    | AF Porto   | 4º    | 4    |
| Sporting             | Lisboa   | AF Lisboa  | 3º    | 4    |

## Tabela classificativa
| Pos | Equipa               | Pts | J  | V  | E | D  | GM | GS | DG  |
| --- | -------------------- | --- | -- | -- | - | -- | -- | -- | --- |
| 1   | Benfica (C)          | 23  | 14 | 10 | 3 | 1  | 34 | 16 | +18 |
| 2   | Porto                | 23  | 14 | 11 | 1 | 2  | 43 | 22 | +21 |
| 3   | Sporting (X)         | 22  | 14 | 10 | 2 | 2  | 67 | 23 | +44 |
| 4   | Carcavelinhos        | 11  | 14 | 5  | 1 | 8  | 18 | 36 | −18 |
| 5   | Belenenses           | 10  | 14 | 5  | 0 | 9  | 29 | 28 | +1  |
| 6   | Académica de Coimbra | 10  | 14 | 5  | 0 | 9  | 23 | 37 | −14 |
| 7   | Barreirense          | 8   | 14 | 2  | 4 | 8  | 18 | 34 | −16 |
| 8   | Académico do Porto   | 5   | 14 | 2  | 1 | 11 | 15 | 51 | −36 |

## Resultados
| Mandante \ Visitante | BEN | POR | SPO | CAR  | BEL | ACC | BAR | ACP |
| -------------------- | --- | --- | --- | ---- | --- | --- | --- | --- |
| Benfica              | —   | 3–1 | 3–2 | 3–2  | 2–1 | 3–1 | 0–0 | 3–0 |
| Porto                | 2–2 | —   | 2–1 | 3–1  | 5–2 | 5–1 | 3–1 | 7–2 |
| Sporting             | 2–2 | 6–1 | —   | 13–0 | 2–1 | 7–1 | 7–2 | 6–0 |
| Carcavelinhos        | 1–4 | 0–1 | 1–3 | —    | 1–0 | 2–1 | 2–2 | 2–0 |
| Belenenses           | 2–1 | 0–1 | 5–6 | 4–0  | —   | 5–0 | 2–3 | 1–0 |
| Académica de Coimbra | 1–2 | 1–4 | 0–4 | 1–0  | 2–3 | —   | 1–0 | 5–0 |
| Barreirense          | 1–2 | 1–4 | 2–2 | 1–2  | 2–1 | 1–3 | —   | 1–1 |
| Académico do Porto   | 0–4 | 1–4 | 3–6 | 0–4  | 3–2 | 1–5 | 4–1 | —   |

## Melhores marcadores
| Pos | Jogador          | Clube                | G  |
| --- | ---------------- | -------------------- | -- |
| 1   | Peyroteo         | Sporting             | 34 |
| 2   | Ângelo Silva     | Porto                | 14 |
| 3   | Rogério de Sousa | Benfica              | 12 |
| 4   | Manuel Soeiro    | Sporting             | 10 |
| 5   | José Luís        | Belenenses           | 9  |
| 5   | Alfredo Valadas  | Benfica              | 9  |
| 7   | Adolfo Mourão    | Sporting             | 8  |
| 8   | Pinga            | Porto                | 7  |
| 8   | João Cruz        | Sporting             | 7  |
| 10  | Mário Cunha      | Académica de Coimbra | 6  |
| 10  | Pedro Pireza     | Sporting             | 6  |
| 10  | Espírito Santo   | Benfica              | 6  |

## Campeão
| Campeonato da Primeira Liga de 1937–38 |
| -------------------------------------- |
| Benfica 3º Título                      |